# Fargow
Fargow (Fargowen, Vargow, Wargowski, Księżyc odmienny, albo Leliwa odmienny, albo Szeliga odmienny) – kaszubski herb szlachecki, w zależności od wariantu uznawany za odmianę herbów: Księżyc, Leliwa, bądź Szeliga.

## Opis herbu
Herb znany przynajmniej w czterech wariantach. Opisy z wykorzystaniem zasad blazonowania, zaproponowanych przez Alfreda Znamierowskiego:
Fargow I (Vargow, Szeliga odmienny): W polu błękitnym półksiężyc z twarzą złoty w prawo, przed którym takiż krzyż kawalerski. Klejnot: Nad hełmem bez korony krzyż kawalerski z dolnym ramieniem dłuższym, złoty. Labry: błękitne, podbite złotem.
Fargow II (Vargow, Księżyc odmienny, albo Leliwa odmienny): Księżyc srebrny, w miejsce krzyża gwiazda złota, w klejnocie półksiężyc w pozycji naturalnej, z gwiazdą między rogami, labry podbite srebrem.
Fargow II odmienny (Fargowen, Księżyc odmienny, albo Leliwa odmienny): Z prawej księżyc srebrny, w lewo, z lewej gwiazda ośmiopromienna, złota, w klejnocie sama gwiazda, labry podbite złotem i srebrem.
Wargowski (Fargow, Fargow I odmienny, albo Szeliga odmienny): W polu błękitnym półksiężyc srebrny, nad którym krzyż kawalerski złoty. Klejnot: nad hełmem w koronie ogon pawi. Labry błękitne, podbite srebrem.

## Najwcześniejsze wzmianki
Herb pojawił się po raz pierwszy na mapie Pomorza Lubinusa z 1618 (był to wariant II odmienny), a następnie w herbarzach Nowy Siebmachera (wariant I, II oraz Wargowski) i Bagmihla (Pommersches Wappenbuch, wariant I).

## Rodzina Wargowskich
Drobna, rzadko wzmiankowana rodzina z ziemi słupskiej, o nazwisku pochodzącym od wsi Wargowo. Wzmianki o własności lennej w Wargowie z lat 1575, 1601, 1605, 1608, 1618 nie wymieniają tej rodziny. Prawdopodobnie wyemigrowali z gniazda przed 1575. Bez siedziby Fargowowie wymieniani są w 1670 w spisie szlachty kaszubskiej. Mieli występować jeszcze w 1679 w ziemi bytowskiej. W czasach późniejszych wymieniani są Wargowscy albo von Wargowscy, mający pochodzić od Fargowów (poddani polonizacji). Mieli oni dział w Gostkowie w latach 1724 i 1727. Z rodziny tej pochodził też wymieniany w 1712 Michael von Wargowski.

## Herbowni
Wargowski (spolszczenie nazwiska Fargow, Vargow).